# Clube Recreativo e Atlético Catalano
Maillots
Dernière mise à jour : 21 août 2024.
Le Clube Recreativo e Atlético Catalano est un club brésilien de football basé à Catalão dans l'État de Goiás. Ses couleurs sont le bleu clair et le blanc. Sa mascotte est un lion. C'est la seule équipe de l'intérieur de l'État de Goiás à avoir gagné plus d'une fois le titre d'État de division principale et aussi qui a le plus participé aux finales (4 fois), étant vice-champion en 1969 et 1997.

## Histoire
Il s'agit du club de football le plus ancien de l'État de Goiás, il a été fondé le 13 juillet 1931 et évolue au stade Genervino da Fonseca, qui a une capacité de 12 000 places. Son président actuel est Isac Heenz et l'entraîneur est Evair Paulino.
Il évolue actuellement en première division du championnat du Goiás et en Série C brésilienne soit l'équivalent de la troisième division.
Le Crac a terminé dans les cinq premiers la saison 2007 mais n'a pas réussi à accéder à la Série B brésilienne, ce qui sera l'objectif de la saison 2009. Le recrutement de l'attaquant Alex Dias en janvier 2009, est la preuve d'une grande ambition des dirigeants.

## Anciens joueurs
- Alex Dias
- Edu

## Palmarès
- Championnat de l'État de Goiás (2) : 1967 et 2004.
- Championnat de l'État de Goiás de deuxième division (3 fois) : 1965, 2001 et 2003.